# Lac de Santa Colomba
Le lac de Santa Colomba (en italien : lago di Santa Colomba) est situé dans la province autonome de Trente, le long de la route qui relie les communes de Civezzano et d'Albiano. 
En été, la pêche est pratiquée et en hiver, il est possible de patiner sur la surface gelée. Sa superficie est de 21 800 m2.

## Sport
En cyclisme, l'ascension du lac de Santa Colomba a été grimpée de la 4e étape du tour des Alpes 2023, par Civezzano.